# Protactinium(V)-fluorid
Protactinium(V)-fluorid ist eine chemische Verbindung, bestehend aus den Elementen Protactinium und Fluor. Es besitzt die Formel PaF5 und gehört zur Stoffklasse der Fluoride.

## Darstellung
Protactinium(V)-fluorid kann durch Reaktion von Protactinium(V)-oxid mit Brom(III)-fluorid oder Brom(V)-fluorid bei 600 °C gewonnen werden.
{\displaystyle {\ce {3 Pa2O5 + 10 BrF3 (6 BrF5) -> 6 PaF5 + 5 Br2 (3 Br2 ) + 7,5 O2}}}
Ebenfalls möglich ist die Darstellung durch Reaktion von Protactinium(V)-chlorid oder Protactinium(IV)-fluorid mit Fluor bei 700 °C.
{\displaystyle {\ce {2 PaF4 + F2 -> 2 PaF5}}}
Protactinium(V)-fluorid-hydrat kann durch Reaktion von Protactinium(V)-oxid mit wässriger Flusssäure gewonnen werden.
{\displaystyle {\ce {Pa2 O5 + 10 HF -> 2 PaF5 . 2 H2O + 6 H2O}}}
Auch die thermische Zersetzung von Protactinium-Fluor-Komplexen führt teilweise zu Protactinium(V)-fluorid,

## Eigenschaften
Protactinium(V)-fluorid ist weißer, flüchtiger, äußerst hygroskopischer Feststoff, der in Wasser teilweise, besser in Flusssäure löslich ist. Es besitzt eine tetragonale Kristallstruktur vom β-Uranpentafluorid-Typ mit der Raumgruppe I42d (Raumgruppen-Nr. 122) mit den Gitterparametern a = 1153 pm, c = 510 pm. Quarz und Pyrex werden bei höherer Temperatur von der Verbindung  angegriffen. Als Dihydrat ist sie ein farbloser, hygroskopischer, kristalliner Feststoff von wachsartiger Beschaffenheit, der löslich in Wasser und Flusssäure ist. Mit Phosphortrifluorid reagiert er zu Protactinium(IV)-fluorid. Das Dihydrat kann in Luft, Fluorwasserstoff und Fluor bei niedrigen Temperaturen nicht in das Anhydrat überführt werden. Anstelle dessen entsteht Diprotactinium(V)-oxidoctafluorid Pa2OF8. Bei höheren Temperaturen um 325 °C entsteht eine Mischung von letzterem und Protactinium(V)-fluorid.